# روبرت هيكس (مؤلف أمريكي)
روبرت هيكس (بالإنجليزية: Robert Hicks)‏ (30 يناير 1951، فلوريدا في الولايات المتحدة)؛ روائي أمريكي.